# Maziva mast
Maziva mast ili mast za podmazivanje je plastično mazivo u kojem je bazno ulje sredstvima za zgušnjavanje dovedeno u stanje gela, pa u tom obliku služi za podmazivanje valjnih i kliznih ležajeva i drugih kliznih površina. Bazna ulja mogu biti mineralna ili sintetička. Ugušćivala su najčešće sapuni različitih kovina (metala), u prvom redu litija, pa zatim kalcija, te rjeđe aluminija, natrija i barija. U primjeni se najviše koriste litijske višenamjenske masti koje dobro podnose visoke i niske temperature te utjecaj vode i vlage. Za primjenu u širem području radnih temperatura primjenjuju se složene (kompleksne) litijske i kalcijske masti te za posebne primjene, kao na primjer za zupčanike, i aluminijske složene masti. Osim sapunskih ugušćivala, u mastima se koriste i nesapunska ugušćivala, koja mogu biti anorganska kao betonitna glina ili silika-gel, koji su pogodni za primjenu kod viših temperatura. Sintetička ugušćivala su poliurea, te amidi i anilidi, a koriste se kao višenamjenske i osobito kao visokotemperaturne masti. 
Za poboljšanje oksidacijske i toplinske stabilnosti, zaštite od korozije, za poboljšanje mazivosti i čvrstoće mazivog sloja, te svojstva za podnošenje ekstremnih tlakova, mazivim se mastima dodaju aditivi slično kao i mazivim uljima. U mazivim se mastima za povećanje sigurnosti podmazivanja, te za manje brzine klizanja često koriste i čvrsta maziva, kao grafit i molibdenov disulfid MoS2.
Tako na primjer, litijska mast ili mast na bazi litija ima točku kapanja (topljenja) od 190 do 220 °C, pa ipak najveća temperatura primjene za litijske masti je 120 °C.